# 都蘭溪
都蘭溪為一位於台灣東部之縣市管河川，幹流長度4.00公里，流域面積5.70平方公里，分佈於台東縣東河鄉。主流發源於東河鄉都蘭村都禿山西側，先向南後轉東南流，於都蘭東側注入太平洋。